# 変幻羅生門
『変幻羅生門』（へんげんらしょうもん）は1937年に日本で制作されたサイレント映画。極東キネマ製作。

## スタッフ
- 監督 : 大江秀夫
- 脚本 : 高原雪絵
- 原作 : 高原雪絵
- 撮影 : 角野茂樹

## キャスト
- 静田二三夫
- 月澄江
- 片岡左衛門
- 有様鏡子
- 沢田敬之助